# NK Rudina
NK Rudina iz Rudine, kod Starog Grada, otok Hvar, bivši hrvatski nogometni klub.

## Povijest
Osnovan je 1939. godine.